# Onitis belial
Onitis belial là một loài bọ cánh cứng trong họ Bọ hung (Scarabaeidae).